# Scrophularia parviflora
Scrophularia parviflora är en flenörtsväxtart som beskrevs av Elmer Ottis Wooton och Standley. Scrophularia parviflora ingår i släktet flenörter, och familjen flenörtsväxter. Inga underarter finns listade i Catalogue of Life.